# Stephen Laybutt
Stephen Laybutt (3 tháng 9 năm 1977  –  13 tháng 1 năm 2024) là một cầu thủ bóng đá người Úc.
Ông được thông báo mất tích vào ngày 13 tháng 1 năm 2024 khi không thể liên lạc được với anh ta sau khi người ta nhìn thấy anh ta lần cuối vào đêm hôm trước. Cảnh sát phát hiện thi thể của ông vào ngày 14 tháng 1 năm 2024 tại vùng đất hoang gần Bãi biển Cabarita, New South Wales.

## Đội tuyển bóng đá quốc gia Úc
Stephen Laybutt thi đấu cho đội tuyển bóng đá quốc gia Úc từ năm 2000 đến 2004.

## Thống kê sự nghiệp
| Đội tuyển bóng đá Úc | Đội tuyển bóng đá Úc | Đội tuyển bóng đá Úc |
| Năm                  | Trận                 | Bàn                  |
| -------------------- | -------------------- | -------------------- |
| 2000                 | 8                    | 1                    |
| 2001                 | 2                    | 0                    |
| 2002                 | 0                    | 0                    |
| 2003                 | 1                    | 0                    |
| 2004                 | 4                    | 0                    |
| Tổng cộng            | 15                   | 1                    |